# Pleuronodes anconia
Pleuronodes anconia là một loài bướm đêm trong họ Noctuidae.